# Cmentarz wojenny w Dębszczyźnie
Cmentarz wojenny w Dębszczyźnie (występuje także jako Cmentarz wojenny w Kiełczewicach Maryjskich) – zabytkowy cmentarz z okresu I wojny światowej znajdujący się w gminie Strzyżewice, powiat lubelski. Cmentarz usytuowany jest na południowy wschód od wsi Dębszczyzna wśród pól. Ma kształt prostokąta o powierzchni około 3500 m² o wymiarach około 65 na 54 m. Cmentarz teren otoczony jest wałem o wysokości około metra oraz rowem. Jest zadrzewiony i w zarośnięty. Na środku znajduje się drewniany krzyż.
Zachowało się na nim 78 mogił zbiorowych – podłużnych kopców w 13 rzędach. Na cmentarzu pochowanych prawdopodobnie 605 żołnierzy poległych w I wojnie światowej w czasie walk na linii obrony rosyjskiej Bychawa – Chodel w sierpniu i wrześniu 1914 oraz w dniach 3–7 lipca 1915 roku:
- 230 żołnierzy austriackich,
- 375 żołnierzy armii carskiej (m.in. z 98 Pułku Piechoty)